# Convocazioni per il campionato mondiale di hockey su ghiaccio maschile 2004
Ciascuna squadra partecipante al Campionato mondiale di hockey su ghiaccio maschile 2004 consisteva in almeno 15 giocatori (attaccanti e difensori) e 2 portieri, mentre al massimo si poteva disporre di 22 giocatori e 3 portieri.

## Gruppo A

### Germania
Allenatore:  Hans Zack.
Lista dei convocati aggiornata al 2 maggio 2004.
| N. | Pos. | Nome                | Anno | Alt. | Peso | Tiro | Squadra             |
| -- | ---- | ------------------- | ---- | ---- | ---- | ---- | ------------------- |
| 1  | P    | Oliver Jonas        | 1979 | 184  | 80   | L    | Eisbären Berlino    |
| 2  | D    | Jochen Molling      | 1973 | 186  | 98   | L    | Adler Mannheim      |
| 5  | D    | Robert Leask        | 1971 | 188  | 85   | L    | Eisbären Berlino    |
| 9  | A    | Heiko Smazal        | 1974 | 180  | 81   | L    | Hamburg Freezers    |
| 12 | D    | Mirko Lüdemann      | 1973 | 180  | 81   | L    | Kölner Haie         |
| 17 | A    | Jochen Hecht        | 1977 | 187  | 90   | L    | Buffalo Sabres      |
| 21 | A    | Stefan Ustorf       | 1974 | 181  | 86   | L    | Krefeld Pinguine    |
| 22 | A    | Martin Reichel      | 1973 | 187  | 89   | L    | Frankfurt Lions     |
| 26 | A    | Daniel Kreutzer     | 1979 | 176  | 90   | L    | DEG Metro Stars     |
| 27 | A    | Tobias Abstreiter   | 1970 | 178  | 83   | L    | Kassel Huskies      |
| 31 | D    | Andreas Renz        | 1977 | 183  | 94   | L    | Kölner Haie         |
| 32 | A    | Tomáš Martinec      | 1976 | 182  | 87   | L    | Adler Mannheim      |
| 34 | A    | Eduard Lewandowski  | 1980 | 187  | 94   | L    | Kölner Haie         |
| 36 | D    | Erich Goldmann      | 1976 | 191  | 93   | L    | Iserlohn Roosters   |
| 37 | P    | Olaf Kölzig         | 1970 | 188  | 105  | R    | Washington Capitals |
| 39 | A    | Thomas Greilinger   | 1981 | 183  | 95   | R    | Nürnberg Ice Tigers |
| 41 | D    | Daniel Kunce        | 1971 | 186  | 95   | L    | Krefeld Pinguine    |
| 47 | A    | Christoph Ullmann   | 1983 | 182  | 83   | L    | Adler Mannheim      |
| 49 | A    | Klaus Kathan        | 1977 | 182  | 84   | R    | Adler Mannheim      |
| 55 | A    | Boris Blank         | 1978 | 184  | 93   | L    | Kölner Haie         |
| 73 | A    | Tino Boos           | 1975 | 180  | 80   | R    | Kölner Haie         |
| 75 | A    | Andreas Morczinietz | 1978 | 183  | 82   | L    | Kölner Haie         |
| 76 | D    | Stephan Retzer      | 1976 | 182  | 87   | L    | Kassel Huskies      |
| 80 | P    | Robert Müller       | 1980 | 172  | 79   | R    | Krefeld Pinguine    |
| 83 | A    | Jan Benda           | 1972 | 194  | 98   | R    | Ak Bars Kazan’      |

LEGENDA:

P = Portiere, D = Difensore, A = Attaccante, L = sinistra, R = destra

### Kazakistan
Allenatore:  Nikolaj Myšagin.
Lista dei convocati aggiornata al 30 aprile 2004.
| N. | Pos. | Nome                | Anno | Alt. | Peso | Tiro | Squadra            |
| -- | ---- | ------------------- | ---- | ---- | ---- | ---- | ------------------ |
| 1  | P    | Sergej Tambulov     | 1974 | 188  | 87   | L    | Metallurg Serov    |
| 3  | D    | Evgenij Mazunin     | 1981 | 190  | 95   | L    | Kazcink-Torpedo    |
| 5  | A    | Denis Šemelin       | 1978 | 192  | 87   | L    | Kazcink-Torpedo    |
| 7  | A    | Vadim Rifel'        | 1979 | 174  | 80   | L    | Kazcink-Torpedo    |
| 8  | D    | Aleksej Troščinskij | 1973 | 183  | 95   | L    | Dinamo Mosca       |
| 9  | D    | Vladimir Antipin    | 1970 | 189  | 92   | L    | Avangard Omsk      |
| 10 | A    | Anatolij Filatov    | 1975 | 177  | 90   | R    | Salavat Julaev     |
| 11 | A    | Andrej Troščinskij  | 1978 | 194  | 100  | L    | Kazcink-Torpedo    |
| 12 | A    | Dmitrij Dudarev     | 1976 | 185  | 91   | R    | Sibir’ Novosibirsk |
| 15 | A    | Andrej Samochalov   | 1975 | 182  | 83   | L    | Spartak Mosca      |
| 16 | A    | Roman Kozlov        | 1981 | 182  | 78   | L    | Kazcink-Torpedo    |
| 17 | A    | Aleksandr Koreškov  | 1983 | 181  | 84   | L    | Magnitogorsk       |
| 18 | A    | Fëdor Poliščuk      | 1979 | 174  | 71   | L    | Kazcink-Torpedo    |
| 19 | A    | Evgenij Koreškov    | 1970 | 170  | 84   | L    | Magnitogorsk       |
| 21 | D    | Oleg Kovalenko      | 1975 | 178  | 91   | R    | Kazcink-Torpedo    |
| 22 | A    | Dmitrij Upper       | 1978 | 185  | 92   | L    | CSKA Mosca         |
| 23 | A    | Sergej Aleksandrov  | 1975 | 176  | 95   | R    | Kazcink-Torpedo    |
| 24 | A    | Anton Komissarov    | 1978 | 178  | 80   | L    | Kazcink-Torpedo    |
| 25 | D    | Artëm Argokov       | 1976 | 180  | 81   | L    | Kazcink-Torpedo    |
| 26 | D    | Andrej Savenkov     | 1975 | 184  | 86   | R    | Kazcink-Torpedo    |
| 27 | A    | Rustam Esirkenov    | 1980 | 180  | 80   | R    | Kazcink-Torpedo    |
| 28 | D    | Sergej Nevstruev    | 1972 | 186  | 88   | L    | Kazcink-Torpedo    |
| 29 | P    | Evgenij Kuz'min     | 1974 | 185  | 90   | L    | Kazcink-Torpedo    |
| 30 | P    | Vitalij Kolesnik    | 1979 | 190  | 90   | L    | Kazcink-Torpedo    |
| 31 | P    | Vitalij Eremeev     | 1975 | 186  | 77   | L    | Dinamo Mosca       |

LEGENDA:

P = Portiere, D = Difensore, A = Attaccante, L = sinistra, R = destra

### Lettonia
Allenatore:  Curt Lindström.
Lista dei convocati aggiornata al 27 aprile 2004.
| N. | Pos. | Nome                   | Anno | Alt. | Peso | Tiro | Squadra             |
| -- | ---- | ---------------------- | ---- | ---- | ---- | ---- | ------------------- |
| 1  | P    | Artūrs Irbe            | 1967 | 174  | 80   | L    | Carolina Hurricanes |
| 2  | D    | Agris Saviels          | 1982 | 186  | 98   | L    | Hershey Bears       |
| 3  | D    | Arvīds Reķis           | 1979 | 182  | 97   | L    | Augsburger Panther  |
| 4  | D    | Normunds Sējējs        | 1968 | 185  | 92   | L    | Slovan Bratislava   |
| 8  | A    | Vjačeslavs Fanduls     | 1969 | 178  | 85   | L    | Porin Ässät         |
| 12 | A    | Herberts Vasiļjevs     | 1976 | 180  | 85   | R    | Amur Chabarovsk     |
| 13 | A    | Grigorijs Panteļejevs  | 1972 | 178  | 90   | L    | Riga 2000           |
| 14 | A    | Leonīds Tambijevs      | 1970 | 176  | 85   | R    | HC Coira            |
| 16 | A    | Aleksejs Širokovs      | 1981 | 182  | 88   | R    | Cortina             |
| 17 | A    | Aleksandrs Ņiživijs    | 1976 | 177  | 78   | L    | Riga 2000           |
| 21 | A    | Aleksandrs Kerčs       | 1967 | 178  | 90   | L    | Nyköpings Hockey    |
| 22 | D    | Oļegs Sorokins         | 1974 | 177  | 82   | L    | Porin Ässät         |
| 23 | D    | Atvars Tribuncovs      | 1976 | 188  | 98   | R    | Salavat Julaev      |
| 24 | A    | Vadims Romanovskis     | 1978 | 180  | 80   | L    | Asiago              |
| 25 | D    | Krišjānis Rēdlihs      | 1981 | 177  | 82   | L    | Albany River Rats   |
| 27 | A    | Aleksandrs Semjonovs   | 1972 | 181  | 91   | L    | Arboga              |
| 28 | A    | Juris Ozols            | 1977 | 183  | 80   | L    | Liepājas Metalurgs  |
| 29 | A    | Aigars Cipruss         | 1972 | 175  | 78   | L    | Spartak Mosca       |
| 30 | P    | Sergejs Naumovs        | 1969 | 177  | 78   | L    | Severstal’          |
| 32 | P    | Edgars Masaļskis       | 1980 | 175  | 78   | L    | Riga 2000           |
| 33 | A    | Sergejs Žoltoks - C    | 1972 | 192  | 93   | R    | Nashville Predators |
| 35 | D    | Viktors Ignatjevs      | 1970 | 190  | 92   | L    | Spartak Mosca       |
| 81 | A    | Aleksandrs Macijevskis | 1975 | 177  | 80   | L    | Odense Bulldogs     |

LEGENDA:

P = Portiere, D = Difensore, A = Attaccante, L = sinistra, R = destra

### Rep. Ceca
Allenatore:  Slavomír Lener.
Lista dei convocati aggiornata al 3 maggio 2004.
| N. | Pos. | Nome              | Anno | Alt. | Peso | Tiro | Squadra               |
| -- | ---- | ----------------- | ---- | ---- | ---- | ---- | --------------------- |
| 4  | D    | Roman Hamrlík     | 1974 | 188  | 91   | L    | New York Islanders    |
| 6  | D    | Jaroslav Špaček   | 1974 | 180  | 94   | L    | Columbus Blue Jackets |
| 7  | D    | Jan Novák         | 1979 | 184  | 86   | R    | Slavia Praga          |
| 8  | A    | Michal Sup        | 1973 | 179  | 78   | L    | Slavia Praga          |
| 9  | A    | David Výborný     | 1975 | 179  | 75   | L    | Columbus Blue Jackets |
| 12 | D    | František Kaberle | 1973 | 185  | 86   | L    | Atlanta Thrashers     |
| 14 | A    | Milan Kraft       | 1980 | 191  | 97   | R    | Pittsburgh Penguins   |
| 17 | A    | Jaroslav Hlinka   | 1976 | 178  | 78   | L    | Ak Bars Kazan’        |
| 19 | A    | Josef Beránek     | 1969 | 189  | 90   | L    | Slavia Praga          |
| 20 | A    | Radek Dvořák      | 1977 | 188  | 86   | R    | Edmonton Oilers       |
| 26 | A    | Martin Ručinský   | 1971 | 186  | 90   | L    | Vancouver Canucks     |
| 27 | A    | Jan Hlaváč        | 1976 | 183  | 91   | L    | New York Rangers      |
| 28 | A    | Martin Straka - C | 1972 | 177  | 81   | L    | Los Angeles Kings     |
| 29 | P    | Tomáš Vokoun      | 1976 | 184  | 90   | R    | Nashville Predators   |
| 30 | A    | Jiří Dopita       | 1968 | 193  | 100  | L    | Pardubice             |
| 32 | P    | Roman Čechmánek   | 1971 | 191  | 85   | L    | Los Angeles Kings     |
| 35 | D    | Jan Hejda         | 1978 | 190  | 95   | R    | CSKA Mosca            |
| 40 | A    | Václav Prospal    | 1975 | 188  | 92   | L    | Mighty Ducks Anaheim  |
| 41 | D    | Martin Škoula     | 1979 | 188  | 88   | L    | Mighty Ducks Anaheim  |
| 68 | A    | Jaromír Jágr      | 1972 | 188  | 106  | L    | New York Rangers      |
| 69 | A    | Martin Havlát     | 1976 | 187  | 87   | L    | Ottawa Senators       |
| 71 | D    | Jiří Šlégr        | 1971 | 183  | 98   | L    | Boston Bruins         |
| 73 | A    | Petr Průcha       | 1982 | 178  | 73   | R    | Pardubice             |

LEGENDA:

P = Portiere, D = Difensore, A = Attaccante, L = sinistra, R = destra

## Gruppo B

### Finlandia
Allenatore:  Raimo Summanen.
Lista dei convocati aggiornata al 3 maggio 2004.
| N. | Pos. | Nome                 | Anno | Alt. | Peso | Tiro | Squadra             |
| -- | ---- | -------------------- | ---- | ---- | ---- | ---- | ------------------- |
| 3  | D    | Petteri Nummelin - A | 1972 | 178  | 83   | L    | Lugano              |
| 4  | D    | Sami Salo            | 1974 | 192  | 99   | R    | Vancouver Canucks   |
| 7  | D    | Antti-Jussi Niemi    | 1977 | 185  | 87   | L    | Västra Frölunda HC  |
| 9  | A    | Niklas Hagman        | 1979 | 184  | 90   | L    | Florida Panthers    |
| 10 | D    | Jere Karalahti       | 1975 | 188  | 96   | R    | HIFK                |
| 12 | A    | Olli Jokinen - A     | 1978 | 188  | 90   | L    | Florida Panthers    |
| 15 | A    | Tony Virta           | 1972 | 178  | 86   | L    | HPK                 |
| 16 | A    | Ville Peltonen - C   | 1973 | 180  | 84   | L    | Lugano              |
| 18 | D    | Tuukka Mäntylä       | 1981 | 176  | 80   | L    | Luleå               |
| 20 | A    | Lasse Pirjetä        | 1974 | 192  | 103  | L    | Pittsburgh Penguins |
| 21 | A    | Niko Kapanen         | 1978 | 177  | 80   | L    | Dallas Stars        |
| 23 | A    | Jari Viuhkola        | 1980 | 183  | 85   | L    | Oulun Kärpät        |
| 24 | A    | Antti Laaksonen      | 1973 | 181  | 88   | L    | Minnesota Wild      |
| 25 | A    | Jukka Hentunen       | 1974 | 178  | 88   | R    | Friburgo-Gottéron   |
| 26 | D    | Toni Söderholm       | 1978 | 188  | 84   | L    | HIFK                |
| 27 | A    | Timo Pärssinen       | 1977 | 178  | 86   | L    | HIFK                |
| 30 | P    | Fredrik Norrena      | 1973 | 183  | 85   | L    | Linköping           |
| 31 | P    | Jussi Markkanen      | 1975 | 182  | 83   | L    | Edmonton Oilers     |
| 32 | A    | Kimmo Rintanen       | 1973 | 181  | 88   | L    | Kloten Flyers       |
| 35 | P    | Mika Noronen         | 1979 | 185  | 93   | L    | Buffalo Sabres      |
| 37 | A    | Jarkko Ruutu         | 1975 | 188  | 93   | L    | Vancouver Canucks   |
| 44 | P    | Janne Niinimaa       | 1975 | 186  | 99   | L    | New York Islanders  |
| 61 | A    | Esa Pirnes           | 1977 | 184  | 86   | L    | Los Angeles Kings   |
| 71 | A    | Tomi Kallio          | 1977 | 184  | 85   | L    | Västra Frölunda HC  |

LEGENDA:

P = Portiere, D = Difensore, A = Attaccante, L = sinistra, R = destra

### Slovacchia
Allenatore:  František Hossa.
Lista dei convocati aggiornata al 2 maggio 2004.
| N. | Pos. | Nome                  | Anno | Alt. | Peso | Tiro | Squadra             |
| -- | ---- | --------------------- | ---- | ---- | ---- | ---- | ------------------- |
| 2  | D    | Branislav Mezei       | 1980 | 192  | 100  | L    | Florida Panthers    |
| 3  | D    | Zdeno Chára - A       | 1977 | 205  | 117  | L    | Ottawa Senators     |
| 7  | D    | Martin Štrbák         | 1975 | 191  | 96   | L    | Pittsburgh Penguins |
| 10 | A    | Marián Gáborík        | 1982 | 186  | 83   | L    | Minnesota Wild      |
| 13 | D    | Dominik Graňák        | 1983 | 182  | 79   | L    | Slavia Praga        |
| 14 | D    | Andrej Meszároš       | 1985 | 187  | 86   | L    | Dukla Trenčín       |
| 15 | A    | Jozef Stümpel         | 1972 | 190  | 100  | L    | Los Angeles Kings   |
| 16 | A    | Vladimír Országh      | 1977 | 180  | 88   | L    | Nashville Predators |
| 18 | A    | Miroslav Šatan - C    | 1974 | 188  | 87   | L    | Buffalo Sabres      |
| 19 | D    | Rastislav Pavlikovský | 1977 | 180  | 91   | L    | Leksand             |
| 22 | A    | Richard Kapuš         | 1973 | 182  | 92   | L    | Luleå               |
| 23 | A    | Ľuboš Bartečko        | 1976 | 183  | 91   | L    | Sparta Praga        |
| 24 | A    | Ronald Petrovický     | 1977 | 182  | 88   | R    | Atlanta Thrashers   |
| 25 | P    | Ján Lašák             | 1979 | 184  | 92   | L    | SKA Pietroburgo     |
| 28 | D    | Ivan Majeský          | 1976 | 194  | 103  | R    | Atlanta Thrashers   |
| 30 | A    | Roman Kukumberg       | 1980 | 185  | 89   | R    | Dukla Trenčín       |
| 31 | P    | Rastislav Staňa       | 1980 | 182  | 83   | L    | Washington Capitals |
| 38 | A    | Pavol Demitra - A     | 1974 | 180  | 82   | L    | St. Louis Blues     |
| 39 | A    | Juraj Kolník          | 1980 | 182  | 90   | L    | Florida Panthers    |
| 41 | D    | Richard Lintner       | 1977 | 190  | 97   | R    | Djurgården          |
| 48 | A    | Juraj Štefanka        | 1974 | 190  | 94   | L    | Vítkovice Steel     |
| 60 | P    | Karol Križan          | 1980 | 178  | 83   | L    | HKm Zvolen          |
| 74 | D    | Ladislav Čierny       | 1974 | 183  | 79   | L    | Lada Togliatti      |
| 81 | A    | Marián Hossa          | 1979 | 190  | 90   | L    | Ottawa Senators     |

LEGENDA:

P = Portiere, D = Difensore, A = Attaccante, L = sinistra, R = destra

### Stati Uniti
Allenatore:  Peter Laviolette.
Lista dei convocati aggiornata al 4 maggio 2004.
| N. | Pos. | Nome              | Anno | Alt. | Peso | Tiro | Squadra              |
| -- | ---- | ----------------- | ---- | ---- | ---- | ---- | -------------------- |
| 1  | P    | Mike Dunham       | 1972 | 190  | 88   | L    | New York Rangers     |
| 2  | D    | Brett Hauer       | 1971 | 189  | 93   | R    | Ginevra-Servette     |
| 3  | D    | Aaron Miller - A  | 1971 | 193  | 95   | R    | Los Angeles Kings    |
| 4  | D    | Eric Weinrich - A | 1966 | 189  | 95   | L    | St. Louis Blues      |
| 6  | D    | Andy Roach        | 1973 | 181  | 82   | R    | Adler Mannheim       |
| 7  | A    | Erik Westrum      | 1979 | 184  | 92   | L    | Phoenix Coyotes      |
| 9  | A    | Dustin Brown      | 1984 | 184  | 91   | R    | Los Angeles Kings    |
| 10 | A    | Jeff Hamilton     | 1977 | 178  | 85   | R    | Bridgeport S. Tigers |
| 11 | A    | Jeff Halpern      | 1976 | 184  | 81   | R    | Washington Capitals  |
| 12 | A    | Ryan Malone       | 1979 | 193  | 97   | L    | Pittsburgh Penguins  |
| 13 | A    | Bates Battaglia   | 1975 | 189  | 95   | L    | Washington Capitals  |
| 16 | A    | Andy Hilbert      | 1981 | 184  | 90   | L    | Boston Bruins        |
| 17 | A    | Matt Cullen       | 1976 | 193  | 99   | L    | Florida Panthers     |
| 18 | A    | Richard Park      | 1976 | 181  | 86   | R    | Minnesota Wild       |
| 23 | A    | Chris Drury - C   | 1976 | 179  | 82   | R    | Buffalo Sabres       |
| 25 | A    | Mike Grier        | 1975 | 186  | 100  | R    | Buffalo Sabres       |
| 26 | D    | Hal Gill          | 1975 | 202  | 100  | L    | Boston Bruins        |
| 27 | D    | Paul Mara         | 1979 | 193  | 99   | L    | Phoenix Coyotes      |
| 28 | A    | Adam Hall         | 1980 | 189  | 91   | R    | Nashville Predators  |
| 29 | P    | Ty Conklin        | 1976 | 184  | 82   | L    | Edmonton Oilers      |
| 31 | D    | Keith Ballard     | 1982 | 181  | 91   | L    | Minnesota Gophers    |
| 32 | P    | Alex Westlund     | 1975 | 179  | 82   | R    | Lok. Jaroslavl’      |
| 33 | D    | Blake Sloan       | 1975 | 180  | 87   | R    | Dallas Stars         |
| 34 | D    | Jeff Jillson      | 1980 | 190  | 100  | R    | Buffalo Sabres       |

LEGENDA:

P = Portiere, D = Difensore, A = Attaccante, L = sinistra, R = destra

### Ucraina
Allenatore:  Oleksandr Seukand.
Lista dei convocati aggiornata al 1º maggio 2004.
| N. | Pos. | Nome                  | Anno | Alt. | Peso | Tiro | Squadra             |
| -- | ---- | --------------------- | ---- | ---- | ---- | ---- | ------------------- |
| 1  | P    | Kostjantyn Simčuk     | 1974 | 183  | 85   | L    | Salavat Julaev      |
| 2  | D    | Jurij Hun'ko          | 1972 | 190  | 100  | L    | Sokol Kiev          |
| 5  | D    | Dmytro Tolkunov       | 1979 | 186  | 88   | R    | Amur Chabarovsk     |
| 6  | D    | Andriy Srjubko        | 1975 | 189  | 96   | L    | Amur Chabarovsk     |
| 7  | A    | Vasyl' Bobrovnykov    | 1971 | 173  | 80   | L    | Sokol Kiev          |
| 9  | D    | Hennadij Razin        | 1978 | 189  | 98   | L    | Amur Chabarovsk     |
| 10 | A    | Vadym Šachrajčuk      | 1974 | 189  | 95   | L    | Dinamo Mosca        |
| 11 | D    | Artem Ostrouško       | 1974 | 186  | 91   | L    | SKA Pietroburgo     |
| 12 | A    | Vladyslav Sjerov      | 1978 | 177  | 84   | L    | Eppan-Appiano       |
| 14 | D    | Valeriy Šyrjajev      | 1963 | 178  | 83   | L    | Berna               |
| 15 | A    | Vitalij Lytvynenko    | 1970 | 183  | 85   | L    | Torpedo N. Novg.    |
| 16 | A    | Dmytro Cyrul'         | 1979 | 182  | 85   | L    | Kristall Saratov    |
| 17 | A    | Serhij Varlamov       | 1978 | 182  | 90   | L    | Manitoba Moose      |
| 19 | A    | Serhij Charčenko      | 1976 | 178  | 86   | R    | EV Füssen           |
| 20 | P    | Jevhen Brul'          | 1967 | 176  | 75   | L    | Neman Hrodna        |
| 23 | A    | Roman Sal'nykov       | 1976 | 185  | 87   | R    | Amur Chabarovsk     |
| 24 | A    | Oleksandr Matvijčuk   | 1975 | 175  | 72   | L    | Chimvalakno Mahilëŭ |
| 25 | D    | Oleh Tymčenko         | 1978 | 182  | 83   | L    | Flyers              |
| 27 | A    | Kostjantyn Kasjančuk  | 1979 | 182  | 88   | R    | Chimik Voskresensk  |
| 28 | A    | Artem Hnidenko        | 1980 | 178  | 84   | R    | Sokol Kiev          |
| 29 | A    | Vitalij Semenčenko    | 1974 | 183  | 87   | R    | Avangard Omsk       |
| 30 | A    | Ihor Karpenko         | 1976 | 171  | 90   | R    | Magnitogorsk        |
| 31 | D    | V″jačeslav Zaval'njuk | 1974 | 181  | 90   | L    | SKA Pietroburgo     |
| 32 | D    | Oleksandr Savyc'kyj   | 1971 | 180  | 86   | L    | Sokol Kiev          |
| 34 | D    | Denys Isajenko        | 1980 | 179  | 80   | L    | Homel'              |

LEGENDA:

P = Portiere, D = Difensore, A = Attaccante, L = sinistra, R = destra

## Gruppo C

### Danimarca
Allenatore:  Mikael Lundström.
Lista dei convocati aggiornata al 30 aprile 2004.
| N. | Pos. | Nome                | Anno | Alt. | Peso | Tiro | Squadra                   |
| -- | ---- | ------------------- | ---- | ---- | ---- | ---- | ------------------------- |
| 3  | D    | Jesper Duus         | 1967 | 188  | 88   | R    | Herlev Hornets            |
| 5  | D    | Daniel Nielsen      | 1980 | 182  | 74   | R    | Herning Blue Fox          |
| 7  | D    | Jesper Damgaard     | 1975 | 187  | 94   | R    | MODO                      |
| 8  | A    | Thor Dresler        | 1979 | 188  | 96   | L    | Herlev Hornets            |
| 9  | A    | Bent Christensen    | 1975 | 189  | 90   | L    | Frederikshavn White Hawks |
| 10 | A    | Bo Nordby Tranholm  | 1979 | 180  | 85   | L    | Aalborg                   |
| 12 | A    | Mads True           | 1972 | 186  | 85   | R    | Odense Bulldogs           |
| 13 | A    | Ronny Larsen        | 1971 | 180  | 90   | R    | Aalborg                   |
| 15 | A    | Frans Nielsen       | 1984 | 184  | 80   | L    | Malmö                     |
| 16 | D    | Dan Jensen          | 1969 | 183  | 92   | R    | Herning Blue Fox          |
| 17 | D    | Morten Dahlmann     | 1976 | 185  | 80   | L    | Nordsjælland Cobras       |
| 18 | A    | Alexander Sundberg  | 1981 | 193  | 89   | L    | Odense Bulldogs           |
| 19 | A    | Kim Staal           | 1978 | 182  | 88   | R    | Malmö                     |
| 20 | D    | Christian Schioldan | 1978 | 195  | 100  | L    | Frederikshavn White Hawks |
| 21 | A    | Michael Smidt       | 1979 | 178  | 80   | R    | Aalborg                   |
| 22 | A    | Mike Grey           | 1975 | 184  | 86   | L    | Frederikshavn White Hawks |
| 24 | A    | Kasper Degn         | 1982 | 175  | 75   | L    | Herning Blue Fox          |
| 25 | D    | Andreas Andreasen   | 1976 | 184  | 95   | L    | EfB Ishockey              |
| 27 | A    | Jens Nielsen        | 1969 | 178  | 82   | L    | Leksand                   |
| 29 | A    | Morten Green        | 1981 | 183  | 87   | L    | MODO                      |
| 30 | P    | Michael Madsen      | 1980 | 177  | 88   | L    | Herlev Hornets            |
| 31 | P    | Peter Hirsch        | 1979 | 182  | 78   | R    | Malmö                     |
| 33 | A    | Nicolas Monberg     | 1983 | 189  | 93   | L    | Nordsjælland Cobras       |
| 47 | D    | Thomas Johnsen      | 1979 | 185  | 87   | L    | Odense Bulldogs           |
| 90 | P    | Jan Jensen          | 1971 | 189  | 94   | L    | EfB Ishockey              |

LEGENDA:

P = Portiere, D = Difensore, A = Attaccante, L = sinistra, R = destra

### Giappone
Allenatore:  Mark Mahon.
Lista dei convocati aggiornata al 7 maggio 2004.
| N. | Pos. | Nome               | Anno | Alt. | Peso | Tiro | Squadra             |
| -- | ---- | ------------------ | ---- | ---- | ---- | ---- | ------------------- |
| 2  | D    | Hiroyuki Miura     | 1973 | 190  | 88   | R    | Kokudo Ice          |
| 3  | D    | Kengo Ito          | 1978 | 181  | 81   | R    | Charlotte Checkers  |
| 5  | D    | Fumitaka Miyauchi  | 1972 | 181  | 80   | L    | Kokudo Ice          |
| 6  | D    | Makoto Kawashima   | 1979 | 180  | 82   | L    | Oji Eagles          |
| 7  | D    | Joel Oshiro        | 1971 | 179  | 78   | R    | Nippon Paper Cranes |
| 8  | D    | Nobuhiro Sugawara  | 1975 | 180  | 82   | R    | Oji Eagles          |
| 9  | A    | Robert Miwa        | 1970 | 175  | 80   | L    | Nikkō Ice Bucks     |
| 13 | A    | Yosuke Kon         | 1978 | 180  | 78   | L    | Kokudo Ice          |
| 15 | A    | Daisuke Obara      | 1981 | 176  | 80   | L    | Augusta Lynx        |
| 18 | A    | Takahito Suzuki    | 1975 | 173  | 75   | R    | Kokudo Ice          |
| 19 | A    | Takeshi Saito      | 1981 | 175  | 79   | R    | Oji Eagles          |
| 22 | A    | Tomohito Kobayashi | 1974 | 172  | 74   | L    | Kokudo Ice          |
| 24 | A    | Kunihiko Sakurai   | 1972 | 182  | 84   | R    | Oji Eagles          |
| 27 | P    | Jiro Nihei         | 1971 | 172  | 75   | L    | Nippon Paper Cranes |
| 30 | P    | Junji Ogino        | 1978 | 180  | 77   | R    | Oji Eagles          |
| 34 | D    | Junichi Takahashi  | 1978 | 183  | 85   | R    | Nikkō Ice Bucks     |
| 40 | A    | Ryan Fujita        | 1972 | 170  | 72   | R    | Kokudo Ice          |
| 44 | P    | Yutaka Fukufuji    | 1982 | 185  | 76   | L    | Kokudo Ice          |
| 75 | A    | Chris Yule         | 1975 | 175  | 72   | L    | Kokudo Ice          |
| 77 | A    | Chris Bright       | 1970 | 183  | 85   | L    | Kokudo Ice          |
| 81 | A    | Masatoshi Ito      | 1978 | 175  | 70   | R    | Nippon Paper Cranes |
| 87 | A    | Shuji Masuko       | 1978 | 176  | 80   | R    | Kokudo Ice          |
| 88 | D    | Takayuki Kobori    | 1969 | 185  | 100  | L    | Kokudo Ice          |
| 91 | A    | Hiroshi Sato       | 1983 | 181  | 86   | L    | Nippon Paper Cranes |
| 97 | A    | Yasunori Iwata     | 1972 | 180  | 78   | R    | Oji Eagles          |

LEGENDA:

P = Portiere, D = Difensore, A = Attaccante, L = sinistra, R = destra

### Russia
Allenatore:  Viktor Tichonov.
Lista dei convocati aggiornata al 1º maggio 2004.
| N. | Pos. | Nome                | Anno | Alt. | Peso | Tiro | Squadra             |
| -- | ---- | ------------------- | ---- | ---- | ---- | ---- | ------------------- |
| 2  | D    | Vasilij Turkovskij  | 1974 | 188  | 93   | L    | Ak Bars Kazan’      |
| 4  | D    | Vitalij Proškin     | 1976 | 192  | 102  | L    | Ak Bars Kazan’      |
| 5  | D    | Dmitrij Bykov       | 1977 | 185  | 90   | L    | Ak Bars Kazan’      |
| 6  | D    | Maksim Kondrat'ev   | 1983 | 185  | 83   | L    | Lada Togliatti      |
| 7  | D    | Aleksandr Gus'kov   | 1976 | 189  | 93   | L    | Lok. Jaroslavl’     |
| 8  | A    | Aleksandr Ovečkin   | 1985 | 187  | 96   | R    | Dinamo Mosca        |
| 9  | A    | Nikolaj Pronin      | 1979 | 175  | 90   | L    | CSKA Mosca          |
| 10 | D    | Oleg Tverdovskij    | 1981 | 188  | 92   | L    | Avangard Omsk       |
| 11 | A    | Andrej Baškirov     | 1970 | 180  | 95   | L    | Losanna             |
| 16 | D    | Andrej Skopincev    | 1971 | 183  | 89   | L    | Dinamo Mosca        |
| 20 | P    | Aleksandr Fomičëv   | 1979 | 175  | 82   | L    | Sibir’ Novosibirsk  |
| 23 | A    | Aleksandr Prokop'ev | 1971 | 181  | 82   | R    | Avangard Omsk       |
| 24 | A    | Vladimir Antipov    | 1978 | 180  | 84   | L    | Lok. Jaroslavl’     |
| 26 | A    | Vjačeslav Bucaev    | 1970 | 188  | 99   | L    | Lok. Jaroslavl’     |
| 27 | D    | Valerij Zelepukin   | 1968 | 183  | 90   | R    | SKA Pietroburgo     |
| 29 | A    | Aleksandr Skugarev  | 1975 | 189  | 90   | L    | Lada Togliatti      |
| 31 | P    | Egor Podomackij     | 1976 | 177  | 80   | L    | Lok. Jaroslavl’     |
| 33 | A    | Maksim Sušinskij    | 1974 | 172  | 80   | L    | Avangard Omsk       |
| 36 | D    | Dmitrij Juškevič    | 1971 | 182  | 92   | R    | Lok. Jaroslavl’     |
| 39 | P    | Maksim Sokolov      | 1972 | 180  | 86   | L    | Avangard Omsk       |
| 45 | D    | Dmitrij Kalinin     | 1980 | 188  | 95   | L    | Buffalo Sabres      |
| 61 | A    | Maksim Afinogenov   | 1979 | 182  | 88   | L    | Buffalo Sabres      |
| 71 | A    | Il'ja Koval'čuk     | 1983 | 188  | 102  | R    | Atlanta Thrashers   |
| 79 | D    | Aleksej Jašin       | 1973 | 193  | 100  | R    | New York Islanders  |
| 95 | A    | Aleksej Morozov     | 1977 | 187  | 88   | L    | Pittsburgh Penguins |

LEGENDA:

P = Portiere, D = Difensore, A = Attaccante, L = sinistra, R = destra

### Svezia
Allenatore:  Hardy Nilsson.
Lista dei convocati aggiornata al 7 maggio 2004.
| N. | Pos. | Nome                  | Anno | Alt. | Peso | Tiro | Squadra              |
| -- | ---- | --------------------- | ---- | ---- | ---- | ---- | -------------------- |
| 1  | P    | Stefan Liv            | 1980 | 183  | 80   | L    | HV71                 |
| 4  | D    | Per Hållberg          | 1978 | 179  | 83   | L    | Färjestad            |
| 5  | D    | Nicklas Lidström      | 1970 | 186  | 87   | L    | Detroit Red Wings    |
| 8  | D    | Christian Bäckman     | 1980 | 191  | 95   | L    | St. Louis Blues      |
| 9  | A    | Magnus Kahnberg       | 1980 | 188  | 87   | R    | Västra Frölunda HC   |
| 10 | A    | Andreas Johansson     | 1973 | 183  | 93   | L    | Nashville Predators  |
| 11 | A    | Daniel Alfredsson - A | 1972 | 180  | 90   | R    | Ottawa Senators      |
| 12 | D    | Niclas Hävelid        | 1973 | 182  | 89   | L    | Mighty Ducks Anaheim |
| 15 | A    | Andreas Salomonsson   | 1973 | 184  | 88   | L    | MODO                 |
| 17 | A    | Jonathan Hedström     | 1977 | 183  | 89   | L    | Djurgården           |
| 21 | A    | Peter Forsberg        | 1973 | 184  | 90   | L    | Colorado Avalanche   |
| 22 | A    | Per-Johan Axelsson    | 1975 | 186  | 85   | L    | Boston Bruins        |
| 23 | D    | Ronnie Sundin - A     | 1970 | 186  | 98   | L    | Västra Frölunda HC   |
| 24 | A    | Niklas Andersson      | 1971 | 176  | 80   | L    | Västra Frölunda HC   |
| 26 | A    | Samuel Påhlsson       | 1977 | 182  | 96   | L    | Mighty Ducks Anaheim |
| 28 | D    | Dick Tärnström        | 1975 | 188  | 93   | L    | Pittsburgh Penguins  |
| 31 | A    | Fredrik Sjöström      | 1983 | 185  | 99   | L    | Phoenix Coyotes      |
| 34 | P    | Daniel Henriksson     | 1978 | 177  | 74   | L    | Luleå                |
| 35 | P    | Henrik Lundqvist      | 1982 | 185  | 87   | L    | Västra Frölunda HC   |
| 36 | D    | Daniel Tjärnqvist     | 1976 | 188  | 89   | L    | Atlanta Thrashers    |
| 44 | A    | Jonas Höglund         | 1972 | 191  | 98   | R    | Davos                |
| 72 | A    | Jörgen Jönsson - C    | 1972 | 184  | 89   | L    | Färjestad            |
| 76 | A    | Johan Davidsson       | 1976 | 183  | 85   | L    | HV71                 |
| 79 | A    | Mathias Tjärnqvist    | 1979 | 183  | 86   | L    | Dallas Stars         |
| 92 | A    | Michael Nylander      | 1972 | 186  | 87   | L    | Boston Bruins        |

LEGENDA:

P = Portiere, D = Difensore, A = Attaccante, L = sinistra, R = destra

## Gruppo D

### Austria
Allenatore:  Herbert Pöck.
Lista dei convocati aggiornata al 30 aprile 2004.
| N. | Pos. | Nome                  | Anno | Alt. | Peso | Tiro | Squadra           |
| -- | ---- | --------------------- | ---- | ---- | ---- | ---- | ----------------- |
| 4  | D    | Gerhard Unterluggauer | 1976 | 177  | 88   | L    | DEG Metro Stars   |
| 8  | A    | Roland Kaspitz        | 1981 | 178  | 86   | L    | Villacher SV      |
| 11 | D    | Philippe Lakos        | 1980 | 192  | 100  | R    | Vienna Capitals   |
| 14 | D    | Johannes Reichel      | 1982 | 182  | 80   | L    | KAC               |
| 15 | A    | Thomas Vanek          | 1984 | 185  | 95   | R    | Minnesota Gophers |
| 16 | A    | Philippe Horsky       | 1983 | 188  | 85   | L    | KAC               |
| 17 | D    | Thomas Pöck           | 1981 | 184  | 88   | L    | New York Rangers  |
| 18 | A    | Thomas Koch           | 1983 | 173  | 77   | L    | KAC               |
| 19 | A    | David Schuller        | 1979 | 183  | 83   | R    | Black Wings Linz  |
| 20 | A    | Daniel Welser         | 1983 | 180  | 81   | L    | KAC               |
| 21 | A    | Matthias Trattnig     | 1979 | 185  | 95   | L    | Kassel Huskies    |
| 25 | A    | Mark Szücs            | 1976 | 178  | 81   | L    | Black Wings Linz  |
| 26 | P    | Bernd Brückler        | 1981 | 187  | 87   | L    | Wisconsin Badgers |
| 28 | D    | Sven Klimbacher       | 1981 | 179  | 82   | L    | Black Wings Linz  |
| 31 | P    | Claus Dalpiaz         | 1971 | 175  | 74   | L    | Innsbruck         |
| 32 | D    | André Lakos           | 1979 | 203  | 103  | R    | Vienna Capitals   |
| 34 | A    | Markus Peintner       | 1980 | 181  | 79   | L    | Black Wings Linz  |
| 38 | P    | Reinhard Divis        | 1975 | 182  | 87   | R    | St. Louis Blues   |
| 47 | D    | Martin Ulrich         | 1969 | 188  | 91   | L    | DEG Metro Stars   |
| 54 | A    | Raimund Divis         | 1978 | 184  | 82   | L    | Black Wings Linz  |
| 55 | D    | Robert Lukas          | 1978 | 181  | 84   | L    | Black Wings Linz  |
| 61 | A    | Christoph Harand      | 1981 | 180  | 80   | L    | Vienna Capitals   |
| 74 | A    | Dieter Kalt - C       | 1974 | 175  | 83   | R    | Färjestad         |
| 91 | A    | Oliver Setzinger      | 1983 | 183  | 92   | L    | HPK               |

LEGENDA:

P = Portiere, D = Difensore, A = Attaccante, L = sinistra, R = destra

### Canada
Allenatore:  Mike Babcock.
Lista dei convocati aggiornata al 9 maggio 2004.
| N. | Pos. | Nome                   | Anno | Alt. | Peso | Tiro | Squadra               |
| -- | ---- | ---------------------- | ---- | ---- | ---- | ---- | --------------------- |
| 1  | P    | Roberto Luongo         | 1979 | 190  | 93   | L    | Florida Panthers      |
| 2  | D    | Eric Brewer            | 1979 | 190  | 100  | L    | Edmonton Oilers       |
| 4  | D    | Jay Bouwmeester        | 1983 | 193  | 95   | L    | Florida Panthers      |
| 6  | D    | Jamie Heward           | 1971 | 188  | 94   | R    | ZSC Lions             |
| 7  | A    | Brendan Morrison       | 1975 | 178  | 85   | L    | Vancouver Canucks     |
| 8  | D    | Willie Mitchell        | 1977 | 190  | 93   | L    | Minnesota Wild        |
| 10 | A    | Shawn Horcoff          | 1978 | 186  | 92   | L    | Edmonton Oilers       |
| 11 | A    | Justin Williams        | 1981 | 186  | 87   | R    | Carolina Hurricanes   |
| 12 | A    | Jeff Friesen           | 1976 | 183  | 97   | L    | New Jersey Devils     |
| 15 | A    | Dany Heatley           | 1981 | 191  | 98   | L    | Atlanta Thrashers     |
| 17 | A    | Jean-Pierre Dumont     | 1978 | 186  | 93   | L    | Buffalo Sabres        |
| 19 | A    | Brenden Morrow         | 1979 | 178  | 95   | R    | Dallas Stars          |
| 22 | A    | Matt Cooke             | 1978 | 178  | 93   | L    | Vancouver Canucks     |
| 24 | D    | Steve Staios - A       | 1973 | 186  | 91   | R    | Edmonton Oilers       |
| 27 | D    | Scott Niedermayer - A  | 1973 | 186  | 91   | L    | New Jersey Devils     |
| 28 | A    | Glen Murray            | 1972 | 190  | 101  | R    | Boston Bruins         |
| 29 | A    | Jeff Shantz            | 1973 | 180  | 92   | R    | Langnau Tigers        |
| 30 | P    | Marc Denis             | 1977 | 185  | 88   | L    | Columbus Blue Jackets |
| 35 | P    | Jean-Sébastien Giguère | 1977 | 185  | 91   | L    | Mighty Ducks Anaheim  |
| 37 | A    | Patrice Bergeron       | 1985 | 186  | 86   | R    | Boston Bruins         |
| 44 | A    | Rob Niedermayer        | 1974 | 189  | 93   | L    | Mighty Ducks Anaheim  |
| 48 | A    | Daniel Brière          | 1977 | 178  | 84   | L    | Buffalo Sabres        |
| 53 | D    | Derek Morris           | 1978 | 183  | 100  | R    | Phoenix Coyotes       |
| 55 | D    | Nick Schultz           | 1982 | 183  | 86   | L    | Minnesota Wild        |
| 94 | A    | Ryan Smyth - C         | 1976 | 186  | 87   | L    | Edmonton Oilers       |

LEGENDA:

P = Portiere, D = Difensore, A = Attaccante, L = sinistra, R = destra

### Francia
Allenatore:  Heikki Leime.
Lista dei convocati aggiornata al 30 aprile 2004.
| N. | Pos. | Nome                     | Anno | Alt. | Peso | Tiro | Squadra                |
| -- | ---- | ------------------------ | ---- | ---- | ---- | ---- | ---------------------- |
| 2  | D    | Allan Carriou            | 1976 | 181  | 84   | R    | Scorpions de Mulhouse  |
| 3  | D    | Vincent Bachet           | 1978 | 180  | 85   | L    | Gothiques d'Amiens     |
| 4  | D    | Lilian Prunet            | 1978 | 180  | 80   | L    | Scorpions de Mulhouse  |
| 5  | D    | Nicolas Pousset          | 1979 | 184  | 91   | L    | Dragons de Rouen       |
| 8  | A    | Arnaud Briand - C        | 1970 | 186  | 95   | L    | Dragons de Rouen       |
| 9  | A    | Maurice Rozenthal        | 1975 | 175  | 80   | R    | Leksand                |
| 11 | A    | François Rozenthal       | 1975 | 177  | 82   | R    | Gothiques d'Amiens     |
| 13 | A    | Jonathan Zwikel          | 1975 | 182  | 86   | L    | Gothiques d'Amiens     |
| 16 | A    | Brice Chauvel            | 1979 | 179  | 80   | L    | Gothiques d'Amiens     |
| 17 | A    | Xavier Daramy            | 1981 | 182  | 79   | R    | Anglet Hormadi         |
| 18 | A    | David Dostal             | 1973 | 180  | 83   | L    | Anglet Hormadi         |
| 19 | A    | Olivier Coqueux          | 1973 | 177  | 80   | R    | Wölfe Freiburg         |
| 22 | A    | Anthony Mortas           | 1974 | 192  | 87   | L    | Gothiques d'Amiens     |
| 26 | D    | Christian Pouget         | 1966 | 178  | 80   | L    | Chamonix               |
| 27 | D    | Baptiste Amar            | 1979 | 183  | 86   | R    | Brûleurs de Loups      |
| 28 | A    | Laurent Gras             | 1974 | 176  | 84   | L    | Gothiques d'Amiens     |
| 31 | P    | Patrick Rolland          | 1969 | 179  | 83   | L    | Brûleurs de Loups      |
| 36 | D    | Karl Dewolf              | 1972 | 179  | 77   | R    | Corsaires de Dunkerque |
| 37 | D    | Nicolas Favarin          | 1980 | 176  | 80   | R    | Ours de Villard        |
| 39 | P    | Cristobal Huet           | 1975 | 183  | 87   | L    | Los Angeles Kings      |
| 41 | A    | Pierre-Édouard Bellemare | 1985 | 182  | 84   | L    | Dragons de Rouen       |
| 42 | P    | Fabrice Lhenry           | 1972 | 180  | 83   | L    | Scorpions de Mulhouse  |
| 46 | A    | Benoît Bachelet          | 1978 | 174  | 81   | R    | Brûleurs de Loups      |
| 71 | A    | Sébastien Bordeleau      | 1975 | 178  | 84   | R    | Berna                  |

LEGENDA:

P = Portiere, D = Difensore, A = Attaccante, L = sinistra, R = destra

### Svizzera
Allenatore:  Ralph Krueger.
Lista dei convocati aggiornata al 30 aprile 2004.
| N. | Pos. | Nome               | Anno | Alt. | Peso | Tiro | Squadra              |
| -- | ---- | ------------------ | ---- | ---- | ---- | ---- | -------------------- |
| 1  | P    | Ronnie Rüeger      | 1973 | 185  | 87   | L    | Lugano               |
| 3  | D    | Julien Vauclair    | 1979 | 184  | 90   | L    | Binghamton Sen.s     |
| 7  | D    | Mark Streit        | 1977 | 180  | 89   | L    | ZSC Lions            |
| 9  | D    | Reto Kobach        | 1980 | 180  | 84   | L    | Ambrì-Piotta         |
| 11 | D    | Martin Steinegger  | 1972 | 187  | 91   | L    | Berna                |
| 12 | A    | Patric Della Rossa | 1975 | 186  | 92   | R    | ZSC Lions            |
| 16 | A    | Andres Ambühl      | 1983 | 184  | 90   | R    | Davos                |
| 18 | A    | Luca Cereda        | 1981 | 188  | 92   | R    | Berna                |
| 21 | A    | Patrick Fischer    | 1975 | 181  | 85   | L    | Zugo                 |
| 22 | D    | Olivier Keller     | 1971 | 187  | 95   | L    | Lugano               |
| 23 | A    | Thierry Paterlini  | 1975 | 184  | 96   | L    | Davos                |
| 26 | P    | Martin Gerber      | 1974 | 180  | 88   | L    | Mighty Ducks Anaheim |
| 27 | A    | Valentin Wirz      | 1981 | 182  | 92   | L    | Friburgo-Gottéron    |
| 28 | A    | Martin Plüss       | 1977 | 174  | 80   | L    | Kloten Flyers        |
| 29 | D    | Beat Forster       | 1983 | 185  | 96   | R    | Davos                |
| 30 | A    | Marcel Jenni       | 1974 | 180  | 82   | L    | Färjestad            |
| 31 | D    | Mathias Seger      | 1977 | 181  | 87   | L    | ZSC Lions            |
| 32 | D    | Ivo Rüthemann      | 1976 | 172  | 76   | L    | Berna                |
| 33 | D    | Steve Hirschi      | 1981 | 180  | 78   | L    | Lugano               |
| 35 | A    | Sandy Jeannin      | 1976 | 180  | 83   | R    | Lugano               |
| 36 | A    | Marc Reichert      | 1980 | 189  | 100  | L    | Kloten Flyers        |
| 38 | A    | Thomas Ziegler     | 1978 | 180  | 83   | L    | Berna                |
| 44 | P    | Marco Bührer       | 1979 | 179  | 82   | L    | Berna                |
| 57 | D    | Goran Bezina       | 1980 | 190  | 99   | L    | Springfield Falcons  |
| 97 | A    | Adrian Wichser     | 1980 | 181  | 78   | L    | Lugano               |

LEGENDA:

P = Portiere, D = Difensore, A = Attaccante, L = sinistra, R = destra